# Osiedle Medyk (Mrągowo)
Osiedle Medyk – osiedle mieszkaniowe położone w północno-zachodniej części Mrągowa, którego zabudowę stanowią piętrowe domy szeregowe. Nazwa pochodzi od mieszkających tu lekarzy, wielu z nich to pracownicy pobliskiego Szpitala Powiatowego im. Michała Kajki. 
Południową granicę osiedla stanowi ulica Widok, zaś od wschodu ulica T. Młodkowskiego. Przez osiedle kursują autobusy komunikacji miejskiej.